# Prix de poésie Gatien-Lapointe - Jaime-Sabines
Le prix de poésie Gatien-Lapointe - Jaime-Sabines a été créé conjointement par le Seminario de Cultura Mexicana et le Festival international de la poésie de Trois-Rivières afin de consolider les relations littéraires bilatérales entre le Mexique et le Québec.
Le prix est remis les années impaires à un poète mexicain et, les années paires, à un poète québécois. 

## Lauréats
- 2003 : Ali Chumacero (Mexique)
- 2004 : Claude Beausoleil (Québec)
- 2005 : Eduardo Lizalde (Mexique)
- 2006 : Jean-Marc Desgent (Québec)
- 2007 : Elsa Cross (Mexique)
- 2008 : Yolande Villemaire (Québec)
- 2009 : Juan Bañuelos (Mexique)
- 2010 : Emile Martel (Québec)
- 2011 : Coral Bracho (Mexique)
- 2012 : Jean-Paul Daoust (Québec)
- 2013 : Francisco Hernández (Mexique)
- 2014 : Anthony Phelps (Haïti/Québec)
- 2015 : María Baranda (Mexique)
- 2016 : Louise Dupré (Québec)
- 2017 : Luis Armenta Malpica (Mexique)
- 2018 : Paul Bélanger (Québec)
- 2019 : Óscar Oliva (Mexique)
- 2020 : Paul Chamberland (Québec)
- 2021 : Jorge Humberto Chavez (Mexique)
- 2022 : Stéphane Despatie (Québec)